# Kurt Krumpholz
Kurt Krumpholz (Estados Unidos) es un nadador estadounidense retirado especializado en pruebas de estilo libre media distancia, donde consiguió ser subcampeón mundial en 1973 en los 200 metros estilo libre.

## Carrera deportiva
En el Campeonato Mundial de Natación de 1973 celebrado en Belgrado (Yugoslavia), ganó la medalla de plata en los 200 metros estilo libre, con un tiempo de 1:53.61 segundos, tras su paisano estadounidense Jim Montgomery  (oro con 1:53.02 segundos) y por delante del alemán Roger Pyttel  (bronce con 1:53.97 segundos); también ganó la medalla de oro en los relevos de 4x200 metros estilo libre, por delante de Australia y Alemania del Oeste (bronce).